# Le Duelliste
Pour plus de détails, voir Fiche technique et Distribution.
Le Duelliste (Дуэлянт) est un  film russe réalisé par Alexeï Mizguirev, sorti en 2016.

## Synopsis
Durant l'hiver 1860, à Saint-Pétersbourg, Pyotr Yakovlev est un officier à la retraite qui gagne sa vie en livrant des duels, remplaçant l'un des adversaires qui loue ses services. Son supérieur est un vieux baron allemand aux dents artificielles, qui organise les combats. Tous les participants contre Pyotr s'avèrent être des créanciers du mystérieux comte Beklemishev, le favori de la Grande-Duchesse Alexandra Iosifovna. Le nouveau passe-temps du comte est la riche héritière de la famille princière des Tuchkov mais son frère pense que Beklemishev est un voyou et un coureur de jupons ordinaires.
Lors d'une fièvre délirante, Pyotr  voit des images d'un passé lointain dans les îles Aléoutiennes, où à moitié mort, il y a 5 ans, il a été extrait de sous l'épave d'un bateau pendant qu'un chaman exécute une cérémonie magique qui explique son invulnérabilité dans les duels. Plus tard, il assiste à une réunion d'officiers, où il est connu sous le nom de lieutenant Kolychev et reçoit une punition avec des gantelets en présence du comte Beklemishev. Il est alors expliqué qu'au printemps dernier, Yakovlev retourna à Saint-Pétersbourg, ayant juré d'éliminer Tuchkov, le comte recourt à nouveau aux services du baron. Plus tard, en jouant aux cartes, un jeune homme perd 10 000 roubles mais refusant d'honnorer le montant gonflé, Tuchkov tombe dans un piège et les amis du baron déclarent que seul un duel peut résoudre une telle dette d'honneur. Yakovlev s'engage à défendre les intérêts du baron. L'assistant de Beklemishev, Liprandi, se faisant passer pour un ami du prince Tuchkov, devient son second. En marchant vers la barrière, Tuchkov trébuche et appuie accidentellement sur la gâchette. Son second lui dit qu'il va maintenant recevoir une balle dans l'estomac et que sa sœur épousera le comte Beklemishev. Le prince Tuchkov est maîtrisé, mais Yakovlev le sauve en tuant Liprandi avec un ricochet. 
Plus tard, Yakovlev dénonce le comte Beklemishev, qui espionne le duel mais il est sous la protection de la Société impériale des officiers de l'Armée impériale russe. Tuchkov demande alors la protection de Yakovlev mais ce dernier lui dit qu'il doit tirer sur Beklemishev lors d'un duel. De son côté, Beklemishev ordonne au baron de tuer Yakovlev et les criminels engagés par ce dernier, sous la direction de Semyonov, attaquent la voiture des Tuchkov. Le prince est tué mais Yakovlev s'occupe des bandits au corps à corps. Beklemishev blesse mortellement le baron, qui meurt dans les bras de Yakovlev. Ce dernier raconte ensuite à la princesse Martha son histoire sur la façon dont le comte Beklemishev l'a tué, lui et sa mère. Il lui montre ainsi le portrait de sa mère, où le visage est caché par une tache sombre. Plus tard, Yakovlev défie publiquement Beklemishev en duel. La grande-duchesse Alexandra Iosifovna tente d'empêcher cela mais le frère du vrai Yakovlev reconnaît publiquement son frère Kolychev et déclare à Beklemishev qu'il le remplacera. Le comte accepte un duel et tire le premier. 
Yakovlev finit par tuer son ennemi et lorsqu'elle repart dans sa voiture, la princesse Marfa, examinant la blessure de Kolychev, remarque que la tache du portrait de la mère de Kolychev a disparu.

## Fiche technique
- Titre original : Дуэлянт
- Titre français : Le Duelliste[1]
- Réalisation et scénario : Alexeï Mizguirev
- Costumes : Tatyana Patrakhaltseva
- Photographie : Maksim Osadchiy-Korytkovskiy
- Musique : Igor Vdovine
- Pays d'origine : Russie
- Format : Couleurs - 35 mm - Dolby Digital
- Genre : action, drame, thriller
- Durée : 109 minutes
- Dates de sortie :
  - Canada : 9 septembre 2016
  - Russie : 29 septembre 2016
  - France : 3 août 2019

## Distribution
- Piotr Fiodorov : Yakovlev
- Vladimir Machkov : Graf Beklemishev
- Yuliya Khlynina : Martha Tuchkova
- Yuri Kolokolnikov : Basargin
- Aleksandr Mizev : Ofitser-tyuremshchik
- Sergey Nevidimov : Soldat
- Vladimir Panichev : Dvoryanin
- Vadim Pavlenko : Mordvinov
- Franziska Petri : Aleksandra Iossifovna
- Aleksandra Serebryakova : Dvoryanka
- Pavel Tabakov : kniaz Tuchkov
- Artyom Vasilev : Ofitser
- Alexandre Yatsenko : Yakovlev mladshiy
- Martin Wuttke : Nemetskiy baron
- Iouri Kouznetsov : Sluga

## Distinctions

### Récompenses
- 15e cérémonie des Aigles d'or : meilleure photographie, meilleure direction artistique et meilleurs costumes.
- 30e cérémonie des Nika : meilleure photographie, meilleurs décors et meilleurs costumes[2].

### Sélections
- Festival international du film de Toronto 2016 : sélection en section Special Presentations.
- Festival du cinéma russe à Honfleur 2016 : film d'ouverture.
- Kinotavr 2017 : sélection hors compétition.